# Ramales de la Victoria
Ramales de la Victoria és un municipi de la Comunitat Autònoma de Cantàbria. Limita al nord amb Rasines, a l'oest amb Ruesga, al sud amb Soba i a l'est amb la província de Biscaia. Està situat en la vall de l'Asón, que antigament era una via de comunicació molt important, ja que comunica el port de Laredo amb la Meseta Central.

## Localitats
- Gibaja, 388 hab. en 2006, dividida en els barris de:
  - Bárcena, 23 hab., a 4 km de la capital
  - La Estación, 40 hab., a 4 km
  - Pondra, 33 hab., a 4 km
  - La Quintana, 230 hab.
  - Riancho, 62 hab., a 4 km

- Ramales de la Victoria (Capital), con 1.945 habitants en 2006, dividits en els barris:
  - Ramales de la Victoria, 1.551 hab.
  - Cubillas, 46 hab.
  - Entrepuentes, 21 hab.
  - Guardamino, 42 hab., a 2 km
  - Helguero, 56 hab., a 2 km
  - Iseña, 7 hab.
  - El Mazo, 55 hab.
  - La Pared, 10 hab., a 3 km
  - Salto del Oso, 100 hab., a 1 km
  - Sierra Alcomba, 14 hab., a 2 km
  - Los Valles, 9 hab., a 2 km
  - Veares, 19 hab., a 2 km
  - Vegacorredor, 15 hab.

## Demografia
| 1900  | 1910  | 1920  | 1930  | 1940  | 1950  | 1960  | 1970  | 1980  | 1990  | 2000  | 2007  |
| ----- | ----- | ----- | ----- | ----- | ----- | ----- | ----- | ----- | ----- | ----- | ----- |
| 1.275 | 1.502 | 1.633 | 2.189 | 2.449 | 2.976 | 3.381 | 3.237 | 3.000 | 3.012 | 3.544 | 2.367 |

Font: INE